# Quarteto do Oriente Médio

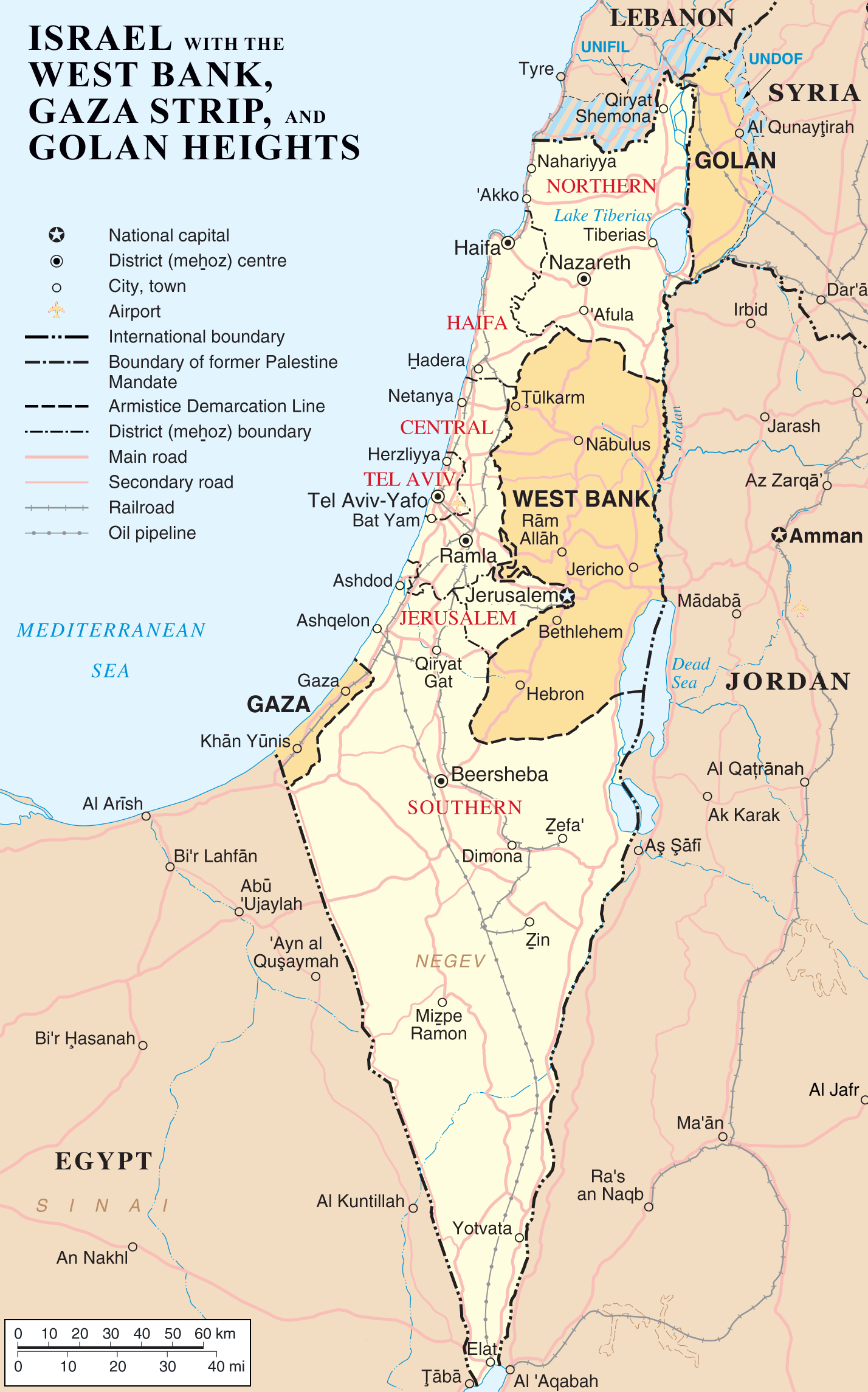
Mapa da zona de conflito entre Israel e Palestina

O Quarteto do Oriente Médio, por vezes chamado de Quarteto de Madrid, é um grupo composto por nações e entidades supranacionais que mediam o processo de paz no conflito árabe-israelense. O quarteto é composto pela Organização das Nações Unidas, a União Europeia, a Rússia e os Estados Unidos. O grupo foi estabelecido na capital espanhola, Madrid, em 2002, como resultado da intensificação dos conflitos no Oriente Médio.

## Integrantes
- Organização das Nações Unidas
- União Europeia
- Rússia
- Estados Unidos